# Skoruszowa Kopa
Skoruszowa Kopa (słow. Skorušia kopa, Jahnence, niem. Ebereschenkoppe, Lämmer-Kuppe, węg. Barkóca-szirt) – wzniesienie w słowackiej części Tatr Wysokich, położone w środkowym fragmencie Jagnięcej Grani – północno-zachodniej grani Jagnięcego Szczytu. Od Ponad Piekło Baszty na południowym wschodzie jest oddzielona Ponad Piekło Przełączką. Niżej na północnym zachodzie grań opada na szeroki Jagnięcy Upłaz, za którym wyróżnia się Skoruszowy Dział.
Skoruszowa Kopa tworzy rozległy masyw, w którym od Ponad Piekło Przełączki znajdują się kolejno (słowackie nazwy według czterojęzycznego słownika):
- Wielka Skoruszowa Kopa (Veľká Skorušia kopa, 2011 lub 2022[2] m),
- Wyżni Skoruszowy Przechód (Vyšná skorušia priehyba),
- Pośrednia Skoruszowa Kopa (Prostredná Skorušia kopa),
- Pośredni Skoruszowy Przechód (Prostredná skorušia priehyba),
- Mała Skoruszowa Kopa (Malá Skorušia kopa),
- Niżni Skoruszowy Przechód (Nižná skorušia priehyba),
- Skoruszowa Czubka (Skorušia kôpka, 1863 m)[3].

Na słowackiej mapie jako Jahnence oznaczono Skoruszową Czubkę.
Południowo-zachodnie stoki Jagnięcej Grani opadają tu do Doliny Kołowej w kierunku Kołowego Stawu. Są one trawiasto-skaliste i w niektórych miejscach dość strome. Tkwi w nich Jagnięca Turniczka położona w linii spadku Pośredniej Skoruszowej Kopy, oddzielona od grani Jagnięcą Ławką. Stoki północno-wschodnie mają podobny charakter. W większości opadają do środkowych partii Doliny Skoruszowej, jednak skrajny fragment stoków Wielkiej Skoruszowej Kopy zbiega w stronę Jagnięcego Kotła.
Podobnie jak cała Jagnięca Grań, Skoruszowa Kopa jest niedostępna dla turystów i taterników – wspinaczka obecnie jest tutaj zabroniona. Najdogodniejsze drogi na szczyt prowadzą granią.
Pierwsze wejścia miały miejsca przy pierwszych przejściach Jagnięcej Grani.